# Concrete (Washington)
Concrete az Amerikai Egyesült Államok északnyugati részén, Washington állam Skagit megyéjében elhelyezkedő város. A 2010. évi népszámlálási adatok alapján 705 lakosa van.
A Skagit és Baker folyók találkozásánál létrejött Minnehaha település első lakója Amasa „Peg-Leg” Everett volt. A települést a postahivatal 1905-ös megnyitásakor Bakerre nevezték át. A Washington Portland Cement Company üzemének megnyitásakor létrejött Cement City, majd az új cementgyár 1908-as átadásakor a két helység egyesült és felvette mai nevét. Concrete 1909. május 8-án kapott városi rangot.
Az 1901-ben Hamilton Herald néven alapított The Concrete Herald havonta jelenik meg.

## Éghajlat
A város éghajlata óceáni (a Köppen-skála szerint Cfb).
| Hónap                         | Jan.  | Feb.  | Már.  | Ápr. | Máj. | Jún. | Júl. | Aug. | Szep. | Okt.  | Nov.  | Dec.  | Év    |
| ----------------------------- | ----- | ----- | ----- | ---- | ---- | ---- | ---- | ---- | ----- | ----- | ----- | ----- | ----- |
| Rekord max. hőmérséklet (°C)  | 18,3  | 23,3  | 27,8  | 33,9 | 35,6 | 41,1 | 38,9 | 38,9 | 38,9  | 30,6  | 25,0  | 17,2  | 41,1  |
| Átlagos max. hőmérséklet (°C) | 6,1   | 8,3   | 11,7  | 15,0 | 18,3 | 20,6 | 23,9 | 24,4 | 21,7  | 15,6  | 8,9   | 5,6   | 15,0  |
| Átlagos min. hőmérséklet (°C) | 0,6   | 0,6   | 2,2   | 4,4  | 7,2  | 10,0 | 11,7 | 11,7 | 9,4   | 6,1   | 3,3   | 0,6   | 5,7   |
| Rekord min. hőmérséklet (°C)  | −18,0 | −17,2 | −11,7 | −3,9 | −1,7 | 1,7  | 1,1  | −0,6 | −1,1  | −12,2 | −13,9 | −18,0 | −18,0 |
| Átl. csapadékmennyiség (mm)   | 255   | 172   | 173   | 127  | 99   | 75   | 40   | 43   | 77    | 176   | 305   | 272   | 1814  |
| Forrás: The Weather Channel   |       |       |       |      |      |      |      |      |       |       |       |       |       |

## Népesség
A 2010-es népszámláláskor a városnak 705 lakója, 295 háztartása és 179 családja volt. A népsűrűség 231,9 fő/km2. A lakóegységek száma 358, sűrűségük 117,8 db/km2. A lakosok 91,5%-a fehér, 0,3%-a afroamerikai, 2%-a indián, 0,4%-a ázsiai, 1,1%-a a Csendes-óceáni szigetekről származik, 1,6%-a egyéb, 3,1%-a pedig kettő vagy több etnikumú. A spanyol vagy latino származásúak aránya 5,5% (   )
A háztartások 31,5%-ában élt 18 évnél fiatalabb. 42% házas, 12,2% egyedülálló nő, 6,4% egyedülálló férfi, 39,3% pedig nem család. 29,2% egyedül élt; 9,2%-uk 65 éves vagy idősebb. Egy háztartásban átlagosan 2,39 személy élt; a családok átlagmérete 2,93 fő.
A medián életkor 40,4 év volt. A város lakóinak 26,2%-a 18 évesnél fiatalabb, 6,4% 18 és 24 év közötti, 22,4%-uk 25 és 44 év közötti, 32,9%-uk 45 és 64 év közötti, 12,1%-uk pedig 65 éves vagy idősebb. A lakosok 51,2%-a férfi, 48,8%-a pedig nő.

## Nevezetes személy
- Tobias Wolff, író[13]

## Fordítás
- Ez a szócikk részben vagy egészben  a   Concrete, Washington című angol Wikipédia-szócikk ezen változatának fordításán alapul.  Az eredeti cikk szerkesztőit annak laptörténete sorolja fel. Ez a jelzés csupán a megfogalmazás eredetét és a szerzői jogokat jelzi, nem szolgál a cikkben szereplő információk forrásmegjelöléseként.